# 本巴人
本巴人是非洲南部的民族之一，在過去也被稱為“Awemba”或“BaWemba”，屬於大集團的班圖民族，主要在居住在贊比亞共和國境內，是尚比亞原住民中人數最多的。在英文拼音的本巴語中“BaBemba”使用Ba基前綴是指「人」。在當代尚比亞，單詞「本巴」有不一樣的解釋，它可以指定本巴血統的人，不論他們居住的地方，包含移居到都市地區的、在原農村地區的本巴人；或者，它可以包括一個更大的人口，其中涵蓋18個不同的鄰近民族，會使用本巴語，又有著類似的社會文化而所共同形成的民族集團。

## 民族分佈、人口與語言

### 民族分布

尚比亞國徽

本巴人主要分布在非洲的國家尚比亞東北部地區的盧阿普拉省（Luapula）、北部省（Northern Province）、銅帶省（Copperbelt）。
| - 盧阿普拉省 - 北部省 - 銅帶省 |

尚比亞各省列表
|   | 省份名称   | 英语原文 | 面积（km²） | 人口      | 首府     |
| - | ---------- | -------- | ----------- | --------- | -------- |
| 1 | 中央省     |          | 94,395      | 1,012,257 | 卡布韦   |
| 2 | 铜带省     |          | 31,328      | 1,581,221 | 恩多拉   |
| 3 | 东部省     |          | 69,106      | 1,306,173 | 奇帕塔   |
| 4 | 卢阿普拉省 |          | 50,567      | 775,353   | 曼萨     |
| 5 | 卢萨卡省   |          | 21,898      | 1,391,329 | 卢萨卡   |
| 6 | 北部省     |          | 147,826     | 1,258,696 | 卡萨马   |
| 7 | 西北省     |          | 125,827     | 583,350   | 索卢韦齐 |
| 8 | 南部省     |          | 85,283      | 1,212,124 | 利文斯顿 |
| 9 | 西部省     |          | 126,386     | 765,088   | 芒古     |

### 人口
1910年和1930年的第一次人口普查殖民估計數量在100,000; 在1963年估計約為為250,000;在2002年估計使用本作為第一語言的人約為3,700,000。本巴人現存人口實際數量未有確切際載,可從使用本巴語的人口做為參考,尚比亞總人口西元2009年時人口普查約為一千兩百萬人,使用本巴語作為第一或第二語言的人口約占50%。

### 語言與文字
使用本巴語ChiBemba(也被稱作Cibemba、Ichibemba、Icibemba和Chiwemba)，屬於尼日剛果語系－班圖語支。採用拉丁字母拼音本民族語言的文字。

## 地理環境

### 地理位置
大約介於南緯9~12度,東經29~32度之間,位在非洲尚比亞東北部。

### 環境樣貌與地形
主要有兩個季節，雨季（十一月至四月），對應於夏季或稱旱季（五、六月至十、十一月）。旱季細分為涼爽的旱季（五、六月至八月），和炎熱的旱季（九月到十、十一月）。受地勢海拔較高的影響使該區為氣候屬於較涼爽宜人的亞熱帶型，然而，每月平均氣溫仍高於20℃（68℉）；至於地形上，整個區域皆屬於高原，平均高度在1000多米以上，地勢平坦，有豐富的生態環境、野生動物，故該區有多個國家公園，尤以北部省為最。

#### 北部省

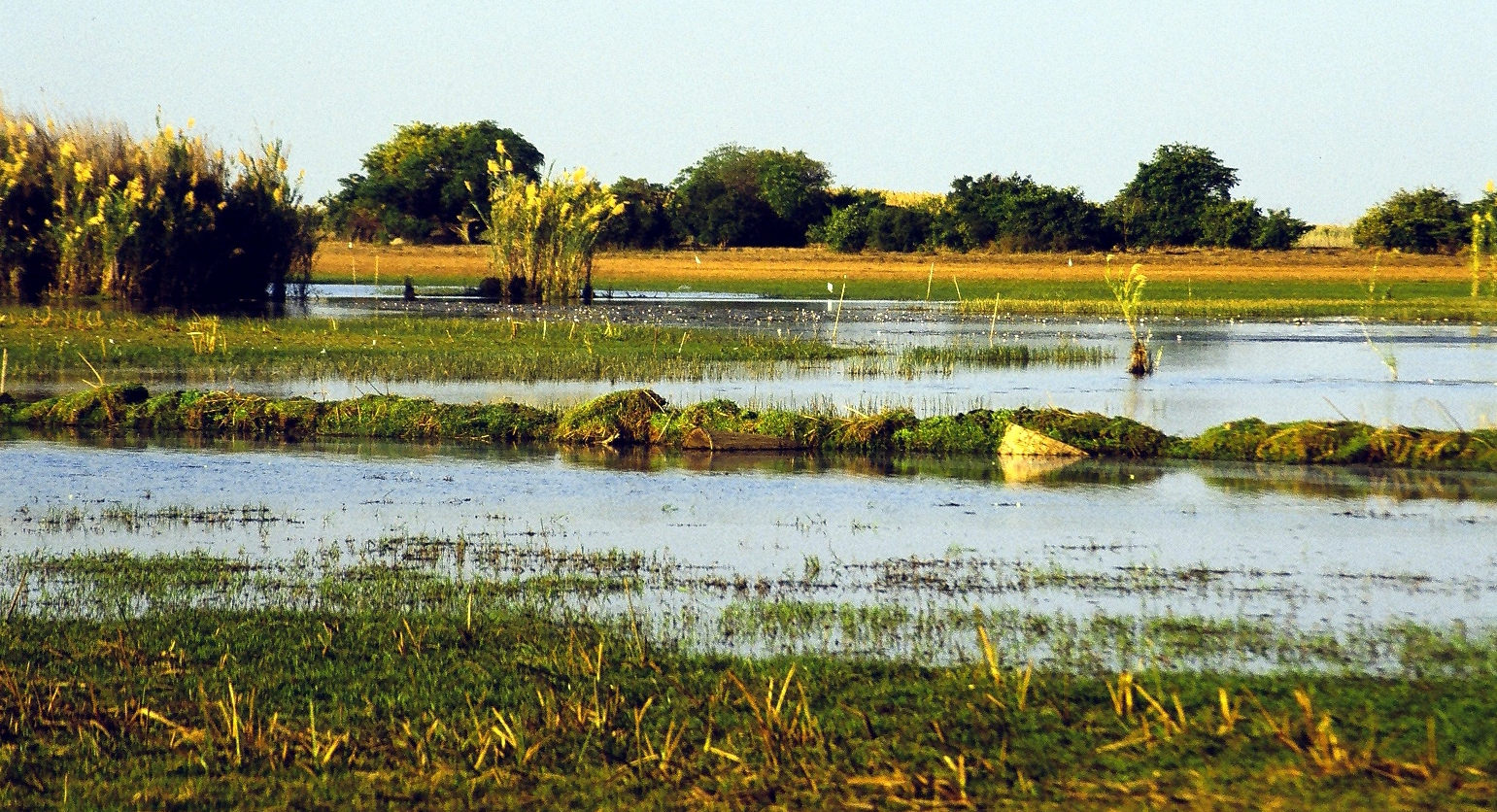
班韋烏盧湖形成附近濕地

平均高度約為海拔1200多米，河川湖泊遍佈，也有裂谷地形，包含三個大型天然湖泊-班韋烏盧湖其鄰近地區形成濕地、姆韋魯湖在Kaputa區（兩湖橫跨盧阿普拉省）、還有廣闊的坦噶尼喀湖的一部分，形成贊比亞與剛果民主共和國和坦桑尼亞接壤的地方，主要為熱帶莽原氣候，植被多為寬廣遼闊的大草原，還有散佈的灌木叢林植株。

#### 盧阿普拉省
因盧阿普拉河流經而得名，形成班韋烏盧湖與姆韋魯湖，主要為熱帶莽原氣候，有許多河川、湖泊島嶼散佈於寬廣草原地形上的濕地景觀。

#### 銅帶省
該省的岩脈中富含豐富的礦物，礦產發達，起初的命名由來即因為銅礦的發現。

## 歷史沿革
本巴人原屬於一個更大的民族集團中央班圖，在大約十六或十七世紀時遷移到現今的所在地，十八世紀時名為Benu Ngandu的部族建立，其勢力強大到足以要求周邊部落進貢，最後形成一個聯合部族，並建立類似王國的酋邦。

不列顛南非公司的旗幟

1888年英國殖民者不列顛南非公司從當時稱羅德西亞地區的酋長取得開礦權，也是本巴人所在。同年英國當局建立了南北羅德西亞（分別是現在的尚比亞和辛巴威）。本巴人也就隨著羅德西亞的建立，因而在不列顛南非公司控制之下，即便當局承認本巴酋長的權力，卻也同時撥移許多權力。1924年北羅德西亞成為由英國殖民官員統治的保護地。1929年當局給予本巴酋長們裁定當地法院判決的權力，恢復了一些酋長的威望。
1953年南北羅德西亞和尼亞薩蘭（現今的馬拉威）合併成為羅德西亞與尼亞薩蘭聯邦（即中非聯邦）。1962年的聯邦選舉中，非洲人贏得了大多數立法委員會的席位。立法委員會通過決議，呼籲北羅德西亞脫離聯邦，並要求更廣泛的自治民主權和公民權。1963年聯邦解散。1964年10月24日北羅德西亞改稱尚比亞共和國。也就變成本巴人的現存地。
關於起源與傳說的部分無可靠歷史文字記載，可參考本巴人口述文學的神話憲章。

## 社會、家庭與婚姻

### 社會型態

#### 政治組織
十八世紀本巴建立的酋邦社會，其政治制度包括三個層次的組織：酋邦國、領地、村莊組織，由一個最高統治者也就是最高酋長（citimukulu）領導，他的權力來自於上天授予的皇室血脈繼承，並由三十到四十個也是由血統繼承而來的成員組織議會協助政務的討論，且該會議的成員必須負責保守關於傳統儀式的秘密，不得讓一般族人成員知道；而酋邦國會被分為數個領地，每個領地也會由一位世襲的大酋長（mfumu）領導，既是地方上的政治組織、也是傳統儀式的負責單位，而各個大酋長的人選通常是最高酋長的兄弟或平表們，他們也都各自會有所屬領地的議會組織，而且這些領地層級的政治組織也會根據其與政治權力中心的遠近、以及其職位在世襲傳承上的古老程度，做階層式的分級制度；在大酋長之下也有一般酋長或稱低階酋長，其領導範圍則是數個村莊，而各村莊還會有村長協助管理。

#### 社會控制
本巴人將所有疾病與死亡歸咎給人為自作虐的因果循環，這是一種強烈的制約手段，促使人不敢隨意作惡,以此維護村莊的和諧。另外他們將夫妻雙方關係視為極度神聖的,必續發展親近而具有魔力般的關係,通姦因此也被視為須盡力制止的事。他們還會藉由皇室舉辦的祭典儀式，向本巴族人傳達必須信服於他們具有靈力的酋長，以確保祖先會保佑他們的土地肥沃、物產豐饒。

#### 氏族系統
本巴人在早期研究中顯示共有約四十幾個大小不同的氏族，其命名有動物名（鱷魚、魚、獅子、大鼠等）、植物名（野枇杷、蘑菇、小米、豆子等）、用具器皿（鐵與壺）、天氣現象（雨）、人體部位（男性生殖器與女性生殖器）、甚至是文化活動（葬禮），鱷魚在本巴語中稱為＂ngandu or ngwena ＂被視為繼嗣最初的正統，所謂的Benu Ngandu也就是本巴的皇室氏族，也是最早古老的氏族之一，而有的氏族是根據古老氏族分家而形成新的氏族，他們的命名也通常與此相關，像是蘑菇氏族原本是鱷魚氏族的人，一位蘑菇氏族的女性祖先頭頂著一個鍋，經過一個飢餓在哭泣的小孩，但他宣稱頭頂的鍋是空的不願意給予食物，卻不小心打翻頭頂的鍋，結果裡面撒出一堆蘑菇，於是本巴的最高酋長（同時也是鱷魚氏族的領導人）宣判：「你已經拒絕了給予我們的孩子食物。我們現在叫你蘑菇的人。」還有一個關於葬禮氏族來源的故事，原本他們是一群野枇杷氏族的年輕人，搬離父母輩的村莊，另建一個村落居住，當他們的一個成員死亡時，其餘原本氏族的人不肯前來哀弔葬禮。因此產生分裂，年輕的分支宣稱：「我們現在必須將哀號佔為己有。誠然，我們是送葬的氏族。」

#### 戲謔關係
Banungwe是本巴人在氏族名稱上一種對應配對的關係，根據其意義大致上可翻譯成戲謔關係，指稱當一氏族名稱對於另一氏族名稱含有互補、仰賴、敵對等的關係，這可以是一對一也可以是一對多，例如鱷魚氏族可以與魚氏族配對（鱷魚之於魚是獵食者）、雨氏族可以與所有植物名稱的氏族配對（植物仰賴雨水而生長）、也可以與魚氏族配對（淡水魚在雨季溪流暴漲時產卵），而鐵氏族則可以對應所有動物名稱的氏族（鐵製武器可用來獵捕所有動物）。而這份關係的主要產生情境是多樣化的戲謔方式，可能在日常生活中，也可能祭典儀式、部落會議前，例如鱷魚氏族的人會對魚氏族的人說：「你只是我的食物」，而魚氏族可能就會回：「沒有我，你也活不下去」，又或著是魚氏族的人也可能會嘲笑鱷魚的行動遲緩，從中可以藉此看出這樣的關係是沒有上對下之分的，屬於平民的魚氏族也能嘲笑皇室的鱷魚氏族，還有一個很特別的對應關係，葬禮氏族會嘲笑其他氏族，認為只有他們是葬禮的專家，也因此葬禮氏族可以與其他所有的氏族產生banungwe配對。而由於banungwe對象嘲笑的內容常帶有戲謔或調情，banungwe的對象時常也就是結婚配對的考量對象，這可能也就是banungwe關係對於本巴社會的功能與用意。

### 家庭與婚姻型態

#### 繼嗣與婚配
本巴人是屬於單邊繼嗣原則的母系繼嗣社會，以氏族為部落群體居住單位，形成一個村莊，採外婚制，氏族（同個繼嗣群體）內禁婚，親屬稱謂與易落魁人相似，也就是親代的同性手足共用稱謂（以台灣社會上親屬稱謂的角度來看，會有複數個母親或父親的現象），親代異性手足依性別區分稱謂，同時也區別交表與平表，但平表不分性別而交表區分，因為交表（已為另一個繼嗣群體）視為可通婚對象。

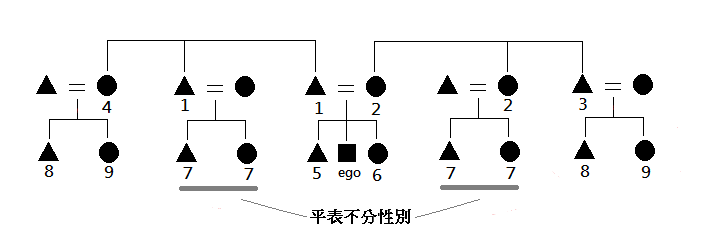
本巴人的親屬稱謂型態

#### 居處形式
傳統上，一個男性與女性行婚姻儀式後，男方會到女方家（村莊）居住並替女方家服勞動的義務，通常為六到七年，大約也就是一個稻作期，在這之後女方的大家長（通常是女方父親）才會完全認可這段婚姻，這時男性可選擇與妻方繼續居住，或是帶著妻子與兒子回到自身的村莊，也有的情形是結婚的同輩年輕人會一起共同搬出原村莊，形成另一個村莊，這通常也會伴隨氏族分裂的現象，要特別區別，這與現代他們受西方影響，形成以核心家庭為單位，搬出去獨立居住的情形不同。

#### 一夫多妻的現象
而本巴人的遷居情形有時會造成原本的夫妻不同住，男方可能因此跟其他女性住在一起，因而形成一夫多妻的假象；又或是也有些形容本巴人婚姻現象的不穩定，主要是因為有些男性未在女方家服完勞動的義務，而這段婚姻也就不算被正式認可，男方也可能會再去其他女方家服勞動義務，形成另一段正式的婚姻關係，因此許多關於本巴人婚姻時常分居或離婚的描述，也就時常出現，也會被推論為是一夫多妻現象的主因，然而這些都不是所謂的一夫多妻制社會出現的情形，除了在神話裡有描述到最初的本巴酋長有多於一位的妻子，本巴人婚姻制度實際上並不是行一夫多妻的,。

## 產業與生活

### 居住型態

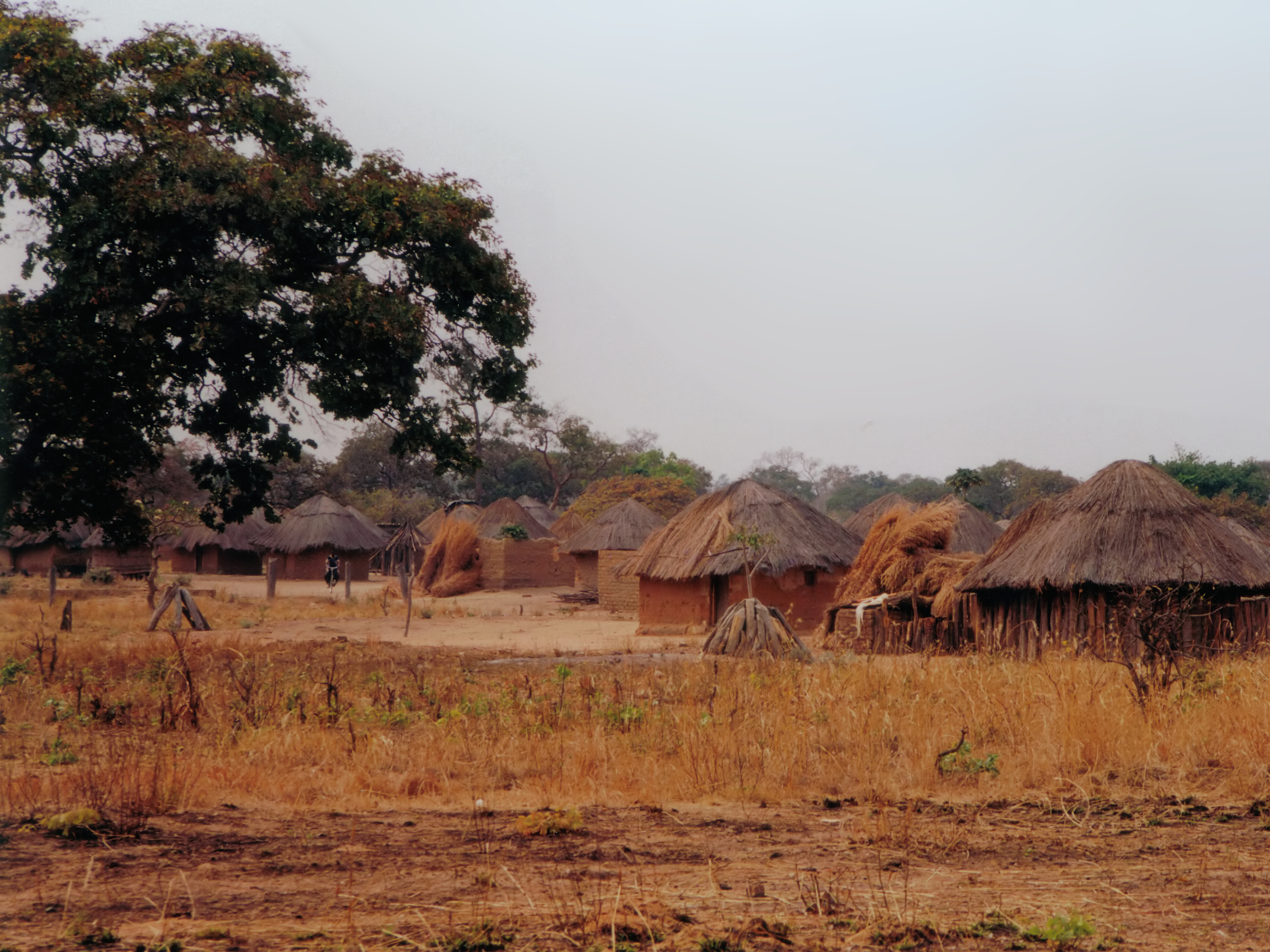
小茅屋

在傳統上他們居住在用茅草搭建起來的小茅屋，英文上稱做hut，過去時常是以氏族為村落單位，有可能是一個﹐也有可能是多個聯姻的氏族，村莊大小不等，過去平均約是在30～50戶，但在1934年由理查茲Audrey Isabel Richards觀察到的重要首領居住村莊有400至600戶，有的住屋形式的會成完全包覆狀,也有的是具有公共空間功能的涼亭型式；在現代，有些傳統住屋牆壁已轉換為較堅固的水泥、磚塊、或土牆。

### 生產方式

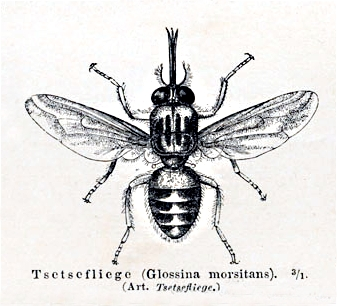
一隻采采蠅

傳統生活以農業為主，採行輪耕、焚墾每五到六年作為一次輪迴遷移村莊，每到新的耕作區先燒盡該處的灌木叢，餘下的灰燼即可增加土壤的沃度，主要作物為小米，也會種植塊根植物和豆類，例如紅薯和花生等，種植季節在雨季，此時土壤是較鬆軟適於耕作的，也會輔以漁獵和狩獵，在周圍河流或湖泊用網、矛捕魚，過去會獵殺大象和水牛，而因為采采蠅的關係他們較少畜養黃牛，山羊和綿羊則被視為財產和祭祀所需的畜養動物，在傳統上有男女分工，女性負責烹飪、收集木材、還有園藝事務，男性負責清除森林開闢農田，並由多個人組成一個狩獵組織，男女雙方一起共同負責穀物的種植；在20世紀殖民年代時，大多數的本巴男人受聘於開採銅礦，根據理查茲Audrey Isabel Richards在1930年代觀察到的，約有40至60％的男性去做礦業的工作。

## 信仰與儀式

### 原始信仰
本巴人的原始信仰為萬物有靈論，泛靈信仰與祖先崇拜，本巴人不斷尋求著來自神靈的祝福，因為他們相信所有幸與不幸都來自超自然的機運所致。已婚的婦女會負責領導家族內的信仰，包含藉由與祖靈(mipashi也可譯作靈神)的溝通來進入神聖的領域，同時也有對土地上古老的守護神(ngulu)敬拜，守護神也被視為管轄領域範圍更勝於靈神的存在；而對於這些宗教儀式知識與古老信仰，則會透過女性的啟動儀式（cisungu）來建立傳承、傳遞，也因此女性在過去本巴社會中佔有神聖的地位。在十八世紀後，隨著本巴人社會建立起的政治權力中心,本巴酋長會藉由宗教力量在各個村落裡建立嗣堂，也因而對死去酋長的精神(milunga)崇拜也變成本巴宗教信仰基本要素的一環。

### 啟動儀式
Chisungu是在本巴社會中當女孩到了青春期要變為女人所進行的儀式（如同女孩成年禮的概念），英文上把他譯作為啟動儀式，而整個儀式會經過一連串繁瑣且精細的過程，包括具有神聖象徵意義的唱歌、跳舞﹑與模擬表演。儀式會在女孩結婚前就舉行，儀式本身同時也象徵女孩準備好要邁入婚姻，而男孩是不會進行這個儀式的，因為本巴人是行母系繼嗣的社會，這個儀式的作用也是在強調女方是婚姻中負責繼嗣傳承的一方，一段婚姻中新郎應該要來女方家與女方的親戚家庭同住，更勝於居住在男方的家庭。

## 藝術與口述文學

### 藝術呈現
關於本巴人的藝術其實沒有太多的發展，在殖民者、人類學家最初接觸本巴人時，他們處正在木工技藝純熟的社會發展階段，可以觀察到他們有很多的木工製的傳統藝術品流傳市場販售，諸如木製椅子、木製面具等；而這些藝術品共同處在於都有簡單的三角形幾何圖案（有時兩個三角形結合在一起成菱形狀），在本巴人居屋的牆壁上也可看到這類裝飾，有一說這圖案象徵太陽角度轉變的刻痕，而這也可說是某種漸漸開始發展成形的早期藝術形式。

### 神話憲章
本巴人在過去傳統上並無本巴文字出版的文學著作，但他們有許多共同流傳的傳說，被視為一種口頭上、口述的文學形式，儘管內容多而繁雜，且並非總是有統一的說法，有一則關於本巴人起源的傳說，大體上並沒有太多版本上的差別，其內容被當作為本巴最高酋長Chitimukulu正當統治的權力來源因而得以流傳，而這個故事中文上即可譯作本巴的神話憲章，神話之義取其故事內容的超自然色彩、以及神權強化的概念；而憲章之名以表這故事的傳承性、與賦予酋邦國統治的正統性。開頭會有一段引文，其英文與中譯、以及故事大綱如下：
```
“Silly little one, wander not from the path your ancestors followed / Forget not your origins / Forget not how you came to the land of the paramount.”『迷失徘迴於祖先未曾走過之路的傻孩子阿 /別忘了你來自哪裡 /別忘了你是如何有幸能來到這片至高無上之地。』
```

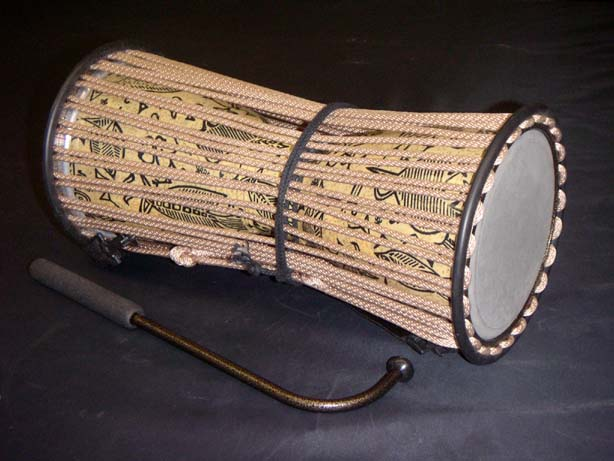
說話鼓

在一個叫柯拉的土地上有個國度，有一位地上之王,穆本巴Mukulumpe Mubemba（他的名字後來也就作為本巴人bemba的命名），有一天他在森林裡打獵，遇上一位從天上掉下來的美麗女子，名叫穆卡薩Mumbi Mukasa Liulu，她有著大如象的耳朵，並說自己是天空皇后且屬於鱷魚家族，於是地上之王與天空皇后結婚並生下三個兒子，卡湯各Katongo、恩科萊Nkole、與基蒂Chiti，還有一名女兒穆倫加Chilufya Mulenga。有一天皇室血脈的兒子們建立一個通往母親天空之鄉的高塔，然而高塔倒了下來壓死許多人，他們的父親地上之王很生氣，把卡湯各雙眼挖出，並流放恩科萊、基蒂兩人，同時把他的妻子穆卡薩遣返回她的天空之鄉，並把他們的女兒穆倫加囚禁在一間沒有門窗的小茅屋裡；之後他們的父親假裝原諒恩科萊與基蒂叫他們回來，卻暗中安排了一場活動打算藉機殺死他們兩個，被已眼盲的卡湯各Katongo得知這件事，並藉著Talking drum暗示他兩個兄弟避開父親的毒手。最後即便他們全安然活下來了，他們決定帶著數個同父異母的兄弟以及他們的跟隨者逃離父親的掌控。
他們一路向東南遠離，並經過許多困難與危險，也遇到許多不同的外族人，有人脫離、分派離開他們（這當中也涵蓋其他氏族建立的故事），而一位名為Luchele Ng'anga的白巫師，時常會出現在故事中適時的給予他們旅途上的指引與方向；當他們越過盧阿普拉河時，基蒂將一根長矛射向一棵大樹，並開始高聲歌唱，宣稱這地方是我的土地，並在此定居。
然後，他們派同父異母的兄弟克帕薩Kapasa回去父親那裏解救他們的妹妹穆倫加，找到了穆倫加的克帕薩在夜裡搭起一道梯子穿過屋頂越過天空，從他們父親的土地飛行回到他們的新地盤，並且穆倫加將從父親那裏得來的種子藏在頭髮中帶出，作為流亡者們未來園藝的準備；而後來救出穆倫加的克帕薩卻因為誘拐她發生戀情關係，被基蒂逐出他們的皇室氏族。
而基蒂Chiti這個名稱，也是後來被作為本巴最高酋長Chitimukulu（偉大的）名稱的沿用，原意是偉大的基蒂，也會被作為偉大的樹之意。

## 現況
本巴人現在為贊比亞國境內的國民同時也是人口數最大的原住民，而本巴酋長已不具有贊比亞國境內的政治實權，儘管如此本巴酋長還是有其政治上的影響力，鱷魚皇室氏族依舊還在，最高酋長也一直為人尊敬，有許多政治人物還會去拜訪他；而即便贊比亞境內英文被定為官方語言，學校還是有共同教授英文與本巴語的情形；在信仰上面由於受英國殖民母國的影響，多數是原始信仰與基督教信仰混和；因為殖民時期銅礦開採招募大量男性，在家中缺乏勞動助力的女性，也因而缺少農作財產上的收入，男性則靠著工錢提高財產，再加上漸受西方風氣的影響，在社會制度上的母系繼嗣也漸漸消失。

### 來源
1. ↑  人口数据根据2000年的人口普查
2. ↑  Encyclopedia of World Cultures Supplement | 2002 | Gordon, David | Copyright
3. 1 2 3 4  Culture summary: Bemba by Lagacé, Robert O. Skoggard, Ian A., 1953-/Published By: New Haven, Conn.: HRAF, 1997
4. ↑  Camerapix: "Spectrum Guide to Zambia." Camerapix International Publishing, Nairobi, 1996.
5. ↑  . Wondermondo.   [2015-06-13]. （原始内容存档于2012-12-19）.
6. ↑  .   [2015-06-19]. （原始内容存档于2008-07-07）.
7. ↑  .   [2015-06-19]. （原始内容存档于2015-07-03）.
8. 1 2 3 4 5  Culture summary: Bemba by　Lagacé, Robert O. Skoggard, Ian A.　Published By:  New Haven, Conn.: HRAF, 1997 .
9. ↑   The succession of Bemba chiefs: a guide for district officers by Brelsford, William Vernon　Published By: Lusaka, Northern Rhodesia: Printed by the Govt
10. ↑  Reciprocal clan relationships among the Bemba of N. E. Rhodesia by Audrey I. Richards　Published By: Man -- Vol. 37, article no. 222 London: The Royal Anthropological Institute of Great Britain and Ireland, 1937. 188-193 p.
11. ↑  Reciprocal clan relationships among the Bemba of N. E. Rhodesia by Audrey I. Richards Published By: Man -- Vol.37, article no.222 London: The Royal Anthropological Institute of Great Britain and Ireland, 1937. 188-193 p.
12. 1 2 3  . "The Political System of the Bemba Tribe of North-Eastern Rhodesia." by Audrey I. Richards Published By: African political systems, edited by M. Fortes and EE Evans-Pritchard London, New York [etc.]: Pub.for the International Institute of African Languages & Cultures by the Oxford University Press, H. Milford, 1940. 83-120 p.
13. ↑  Kitwe On Line
Kitwe, Zambia forum for info, news, business and discussion http://kitweonline.com/kitweonline/insaka-forum/insaka-forum.html （页面存档备份，存于）
14. ↑  Kitwe On LineKitwe, Zambia forum for info, news, business and discussions http://kitweonline.com/kitweonline/discover-kitwe/culture/language/free-english-to-bemba-translation-service.html/comment-page-4 （页面存档备份，存于）
15. ↑  Richards, Audrey I. (1940)．Land, labour and diet in Northern Rhodesia: an economic study of the Bemba tribe．Published By: London, New York
16. ↑   CHISUNGU: a girls' initiation ceremony among the Bemba of Northern Rhodesia by Audrey I. Richards　Published By: London, England: Faber and Faber, 1956. 224 p., plates
17. ↑   Stock Photo - geometrical wallpaintings in a traditional hut of the Bemba people　http://www.alamy.com/stock-photo-geometrical-wallpaintings-in-a-traditional-hut-of-the-bemba-people-3442850.html
18. ↑  tribal african art－bemba (awemba, ayemba, babemba, bembe, wabemba, wemb)　http://zyama.com/bemba/index.html （页面存档备份，存于）
19. ↑   Bemba myth and ritual: the impact of literacy on an oral culture by Kevin B. Maxwell　Published By:New York: P. Lang, 1983. xxiii, 197 p
20. ↑  Blessed to Bless: Language Bemba .   [2015年6月28日]. （原始内容存档于2015年5月12日）.